# NGC 4644B
NGC 4644B (другие обозначения — MCG 9-21-32, KCPG 352B, PGC 42725) — спиральная галактика (Sc) в созвездии Большая Медведица.
Этот объект не входит в число перечисленных в оригинальной редакции «Нового общего каталога» и был добавлен позднее.